# 天津彬泰顺足球俱乐部
天津彬泰顺足球俱乐部是一家位于中国天津市的足球俱乐部，2016年9月12日成立于天津市静海区，曾夺得天津市足球超级联赛的2016赛季季军，2017赛季冠军，于2018年解散。